# Distrito Escolar Unificado de Irvine
El Distrito Escolar Unificado de Irvine (Irvine Unified School District, IUSD) es un distrito escolar de California. Tiene su sede en Irvine. IUSD tiene 27.000 estudiantes. Gestiona 22 escuelas primarias, 5 escuelas medias, 4 escuelas preparatorias, y un "continuation high school."